# Jozef Palatinus
Jozef Palatinus (ur. 8 sierpnia 1969 w Novej Bani) – słowacki zapaśnik reprezentujący Słowację oraz Czechosłowację, walczący w stylu wolnym. Olimpijczyk z Barcelony 1992, gdzie zajął jedenaste miejsce w kategorii 90 kg.
Ósmy na mistrzostwach świata w 1991. Szósty na mistrzostwach Europy w 1991 i 1992. Mistrz Czechosłowacji w 1989 roku.
- Turniej w Barcelonie 1992

Przegrał z Renato Lombardo z Włoch i Ludwigiem Schneiderem z Niemiec.